# Прапор Жуковського
Міський округ Жуковський Московської області РФ має власний герб та прапор, які є офіційними символами міста.

## Опис
Прапор Жуковського являє собою прямокутне полотнище синього кольору із співвідношенням ширини до довжини 2:3, яке несе посередині фігури з герба міста, які складають 5/6 ширини прапораа.

## Затвердження
Прапор міста Жуковський зареєстрований 25 квітня 2002 року, внесений в геральдичний реєстр під №960